# NGC 223
NGC 223 је лентикуларна галаксија у сазвежђу Кит која се налази на NGC листи објеката дубоког неба.
Деклинација објекта је + 0° 50' 46" а ректасцензија 0h 42m 15,9s. Привидна величина (магнитуда) објекта NGC 223 износи 13,4 а фотографска магнитуда 14,3. NGC 223 је још познат и под ознакама IC 44, UGC 450, MCG 0-2-129, CGCG 383-74, PGC 2527.